# Талызин, Пётр Александрович
Пётр Александрович Талызин (17 [28] января 1767 — 11 [23] мая 1801) — генерал-лейтенант, участник заговора против Павла I; мистик, командор Мальтийского ордена.

## Биография
Родился 17 (28) января 1767 года в семье Александра Фёдоровича Талызина и Марии Степановны Апраксиной. Внук генерал-фельдмаршала С. Ф. Апраксина, двоюродный брат князей Александра и Алексея Куракиных.
Пётр Талызин получил образование вместе с братом Степаном в Высшей школе герцога Карла-Евгения (нем. Hohe Karlsschule) в Штутгарте.
С 1 января 1784 года служил прапорщиком Измайловского полка. В 1785 году Талызин был произведён в подпоручики, в 1787 году — в поручики, 1 января 1789 года — в капитан-поручики, а в 1791 году — в капитаны.
Пётр Талызин первым поздравил Павла со вступлением на престол и был награждён орденом Святой Анны; 11 августа 1797 года был произведён в генерал-майоры, а 15 апреля 1799 года — в генерал-лейтенанты. С 4 мая 1799 года командовал Преображенским полком.
В число заговорщиков Талызин вошёл по рекомендации Никиты Петровича Панина, в свою очередь сам Талызин посвятил в заговор офицеров Преображенского полка Аргамакова и С. Н. Марина. Из квартиры Талызина в Лейб-кампанском корпусе Зимнего дворца вечером 11 марта 1801 года сорок заговорщиков направились к Михайловскому замку. Талызин лично вёл батальон преображенцев к замку, где они заняли все входы и выходы. Пётр Талызин непосредственно в убийстве Павла не принимал участия.
Пётр Талызин умер через два месяца после этих событий — 11 (23) мая 1801 года. За день до своей смерти в письме к императору Александру просил разделить своё наследство в равных долях между братом и сёстрами. Всё это породило среди современников версию о самоубийстве Талызина. Похоронен на Лазаревском кладбище Александро-Невской лавры.

## В литературе
- Марк Алданов сделал Талызина одним из главных героев третьей части («Заговор») своей тетралогии «Мыслитель».
- В своём романе «Короля играет свита» Елена Арсеньева описала возвышение и смерть Талызина.